# بطولة العالم للاسكواش للرجال 2004
قالب:معلومات بطولة إسكواش
بطولة العالم للاسكواش للرجال 2004 هي النسخة الرجالية من بطولة العالم للاسكواش والتي تعد بمثابة بطولة العالم الفردية للاعبي الاسكواش. أقيم الحدث في الدوحة عاصمة قطر في الفترة من 28 نوفمبر إلى 3 ديسمبر 2004. فاز تييري لينكو بأول لقب له في بطولة العالم للاسكواش حيث تغلب على لي بيتشيل في المباراة النهائية.

## نقاط الترتيب
في عام 2004 كان تحليل النقاط كما يلي:
| الحدث                          | الفائز | الوصيف | النصف النهائي | الربع النهائي | الدور الثاني | الدور الأول |
| النقاط (بطولة العالم للاسكواش) | 2187,5 | 1437,5 | 875           | 531,25        | 312,5        | 156,25      |

## المشتركون
1. لي بيتشيل (الوصيف)
2. تييري لينكو (الفائز)
3. بيتر نيكول (الربع النهائي)
4. ديفيد بالمر (النصف النهائي)
5. نيك ماثيو (الدور الأول)
6. عمرو شبانة (الربع النهائي)
7. جون وايت (الدور الأول)
8. كريم درويش (الدور الثاني)
9. جوناثان باور (الدور الثاني)
10. جو كنيب (الدور الثاني)
11. غريغوري غوتييه (الدور الثاني)
12. جيمس ويلستروب (الربع النهائي)
13. أدريان غرانت (الدور الثاني)
14. أنتوني ريكيتس (الربع النهائي)
15. عمر البرولوسي (الدور الأول)
16. محمد عباس (الدور الثاني)